# Cupania longicaudata
Cupania longicaudata är en kinesträdsväxtart som beskrevs av C.L. Lundell. Cupania longicaudata ingår i släktet Cupania och familjen kinesträdsväxter. Inga underarter finns listade i Catalogue of Life.